# Csepregi Márta
Csepregi Márta (Budapest, 1950. december 23. – )
magyar nyelvész, finnugrista, egyetemi oktató, az Eötvös Loránd Tudományegyetem (ELTE) Finnugor Tanszékének nyugalmazott docense. Kutatóként szakterülete a finnugor nyelvek, azon belül a szurguti hanti nyelv, valamint az obi-ugor folklór kutatása és a finn–magyar kontrasztív nyelvészet.

## Életpályája
Csepregi Béla evangélikus lelkész lánya. Hároméves korában a családot Budapestről áttelepítették Sárszentlőrincre, mert az apa az evangélikus evangelizáció mozgalom vezetője volt. Csepregi Márta a faluban járt általános iskolába, a középiskolát a Bonyhádi Petőfi Sándor Gimnáziumban végezte (1965–1969). Érettségi után a szegedi József Attila Tudományegyetem (JATE; ma: Szegedi Tudományegyetem) Bölcsészettudományi Karán 1969-től magyar-orosz szakon tanult, 1971-től a finnugor szakon is, 1972-től orosz-finnugor szakon, ahol mások mellett Hajdú Péter professzor tanítványa volt. 1974-ben diplomázott.
Az egyetem elvégzése után előbb a JATE, majd az (ELTE)  Finnugor Tanszékén volt tudományos segédmunkatárs, utóbb az MTA Nyelvtudományi Intézetének finnugor osztályán tudományos munkatársként dolgozott (1977–1978) és ösztöndíjjal tízhónapos tanulmányutat tett a Helsinki Egyetemen. 1979-ben elnyerte az ELTE Finnugor Tanszékére meghirdetett oktatói állást: 1979–2001 között egyetemi adjunktus, 2001–2016 egyetemi docens volt, 2012-től 2015-ig a Finnugor Tanszéket vezette. Közben pedagógusi munkáját a Helsinki Egyetemen folytatta 1984–1990 között mint magyar lektor, 2000–2002 között mint a magyar nyelv és irodalom vendégtanára. Itthon az ELTE  Finnugor Tanszékén többek között finn nyelvet, osztják nyelvet, vogul nyelvet, obi-ugor folklórt tanított.
Már egyetemi évei alatt a hanti (osztják) nyelvvel kezdett foglalkozni, szakdolgozatát és később egyetemi doktori disszertációját is az osztják nyelvből készítte (Keleti osztják igeneves szerkezetek). A Szovjetunió felbomlása után a magyar finnugristák előtt is megnyílt a lehetőség, hogy a helyszínen is kutassák a rokon nyelvű népek nyelvét és kultúráját. Csepregi Márta a terepmunkát Nyugat-Szibériában, a szurguti hantiknál folytatta. 1992-től több éven át nyaranta heteket töltött egy rénszarvastartó családjánál, tanulta és tanulmányozta a helyi osztjákok nyelvjárását, gyűjtötte az obi-ugor folklór anyagot, ezekből szakfolyóiratokban és könyvek fejezeteként számos tanulmányt publikált. Az ott gyűjtött nyelvi anyagból jelent meg Szurguti osztják chrestomathia című munkája 1998-ban, majd annak átdolgozott kiadása 2011-ben. 2015-ben ezt a folklór szöveggyűjteményt az oroszországi Hanti- és Manysiföldön is kiadatta egy kétnyelvű – hanti és orosz nyelvű – kötetben, „hogy maguk a hantik, e kultúra hordozói olvashassák saját meséiket és történeteiket.” Két évvel később ugyanott jelentette meg oroszul a szurguti hanti nyelvjárás rendszeres nyelvtanát.
Az MTA megbízásából Csepregi Márta révén került haza másolatokban Schmidt Éva gazdag hagyatéka, aki a Kazim folyó menti osztják nyelv és kultúra kutatója volt. A helsinki Finnugor Társaság jóváhagyásával ugyancsak elvállalta Kustaa Karjalainen finn kutató 1899–1901. évi keleti hanti szövegfeljegyzéseinek sajtó alá rendezését. Ebből a nagy munkából készítette el akadémiai doktori értekezését „K. F. Karjalainen keleti hanti szöveggyűjtése 1899-1901” címen (2020).

## Tudományos fokozatok
- 1979: Egyetemi doktor
- 1996: PhD (JATE) – A doktori fokozat átminősítése PhD-fokozattá
- 2004: Habilitáció (ELTE)
- Az MTA doktora – Online nyilvános vita: 2021. november 24. MTA doktora cím odaítélve: 2022. január 28.[6]

## Szakmai vezetői tevékenység
1994-től az ELTE ITK finn nyelvvizsgabizottságának vezetője, 2006-tól az ELTE BTK Irodalomtudományi Doktori Iskola „Uráli népek folklórja és irodalma” doktori program vezetője volt. Szakmai vezetőként vett részt többek között az alábbi kutatási pályázatokon:
- Kontrasztív vizsgálatok a mai finnugor nyelvekben, programvezető (2000)
- Osztják hagyatékok kiadása 2000–2002 résztvevő, 2003 témavezető
- Osztják mondattani tanulmányok (2007–2011)
- A többnyelvűség megnyilvánulásai finnugor nyelvű közösségekben (2013–2017)

## Szervezeti tagságok

### Tudományos társaságok
- a Suomalais-ugrilainen seura (Finnugor Társaság) tagja (meghívásra, 1994-től)
- a Suomalaisen kirjallisuuden seura (Finn Irodalmi Társaság) tagja (meghívásra, 1994-től)
- a Kalevalanseura (Kalevala Társaság) tagja (meghívásra, 2004-től)
- az MTA köztestületi tagja
- az MTA Uralisztikai Munkabizottságának titkára (1997–2006), elnöke (2006–2011)
- a Magyar Nyelvtudományi Társaság választmányi tagja (2005-től); a Finnugor Szakosztály titkára (1994–2016), elnöke (2016-tól)
- a Finnugor Kongresszusok Nemzetközi Bizottságának (ICFUC) tagja (2000-től), Végrehajtó Bizottságának tagja (2010-től), a Magyar Nemzeti Bizottság titkára (1996–2000; 2005–2006), elnöke (2012–).

### Társadalmi szervezetek
- az M. A. Castrénin seura (M. A. Castrén Társaság) alapító, örökös tagja 1990-től
- a Reguly Társaság alelnöke (1994–2011), választmányi tagja (2014-től)
- a Magyar–Észt Társaság vezetőségi tagja 1990-től, elnöke 2016-tól
- a Finnugor Népek Világkongresszusa Magyar Nemzeti Szervezetének elnökségi tagja (2008-tól).

## Válogatott publikációk
- Kontaktusjelenségek az észak-nyugat-szibériai nyelvi areában In: É Kiss, Katalin; Hegedűs, Attila; Pintér, Lilla (szerk.) Nyelvelmélet és kontaktológia 4. Budapest, Piliscsaba, Pázmány Péter Katolikus Egyetem Bölcsészet- és Társadalomtudományi Kar (2019)
- Egy szurguti hanti mitikus ének száz éve.: Esettanulmány a szájhagyományozódás természetéhez. Folia Uralica Debreceniensia, 26 pp. 45-58. , 14 p. (2019)
- Cseppben a tenger: Esettanulmány a szurguti hanti nyelvi helyzetről In: Csepregi Márta; Salánki Zsuzsa (szerk.) A többnyelvűség dinamikája : A többnyelvűség megnyilvánulásai finnugor nyelvű közösségekben. Budapest, ELTE BTK Finnugor Tanszék, Numi-Tórem Finnugor Alapítvány (2018) 210 p. pp. 13-30. , 18 p.
- „Az istenek nyelve”: a hanti mitikus énekek fordítási problémáiról. Nyelvtudományi Közlemények, 114 pp. 65-80. , 16 p. (2018)
- Surgutskij dialekt hantyjskogo jazyka [Сургутский диалект хантыйского языка]. Hanti-Manszijszk, Обско-угорский институт прикладных исследований и разработок (2017) , 275 p. ISBN: 9785604044803
- Infinitivus a szurguti hantiban. Nyelvtudományi Közlemények, 112 pp. 133-170. , 38 p. (2016)
- Csepregi Márta (szerk.) Skazki i rasskazy surgutskih hanty (Сказки и рассказы сургутских ханты): Fol’klornyj sbornik (Фольклорный сборник). Hanti-Manszijszk, Obsko-ugorskij Institut Prikladnyh Issledovanij i Razrabotok (2015) , 118 p. ISBN: 9785990686342
- Evidentiality in dialects of Khanty. Linguistica Uralica, 50 : 3 pp. 199-211. , 13 p. (2014)
- Többfunkciós morfémakapcsolatok a szurguti hantiban: [Multifunctional morpheme-clusters in Surgut Khanty]. Nyelvtudományi Közlemények, 109 pp. 91-108. , 18 p. (2013)
- Szurguti osztják chrestomathia. Szeged, JATE Finnugor Tanszék (1998) , 183 p. ISBN: 9789632842189
- Finnugor kalauz. Budapest, Panoráma Kiadó (1998, 2001)